# ديفيد براون (لاعب دوري الرغبي)
ديفيد براون (بالإنجليزية: David Brown)‏ هو لاعب دوري الرغبي أسترالي، ولد في 4 أبريل 1913 في سيدني في أستراليا، وتوفي بنفس المكان في 23 فبراير 1974.